# Tom Heardman
Tom Heardman (sinh ngày 12 tháng 9 năm 1995) là một cầu thủ bóng đá người Anh thi đấu ở vị trí tiền đạo.

## Sự nghiệp
Heardman bắt đầu sự nghiệp cùng với Newcastle United và gia nhập đội bóng ở League Two Hartlepool United theo dạng cho mượn vào tháng 8 năm 2016. Anh có màn ra mắt vào ngày 27 tháng 9 năm 2016 trong trận hòa 1–1 cùng với Luton Town. Anh gia nhập Bury theo dạng cho mượn một mùa giải vào tháng 7 năm 2017, nhưng đã trở lại trước khi hết tháng 8.
Cuối mùa giải 2017-18, Heardman bị giải phóng bởi Newcastle United.

## Thống kê sự nghiệp
Tính đến trận đấu diễn ra ngày 3 tháng 10 năm 2017
| Câu lạc bộ               | Mùa giải            | Giải vô địch        | Giải vô địch | Giải vô địch | Cúp FA | Cúp FA | Cúp Liên đoàn | Cúp Liên đoàn | Khác | Khác | Tổng | Tổng |
| Câu lạc bộ               | Mùa giải            | Hạng đấu            | Trận         | Bàn          | Trận   | Bàn    | Trận          | Bàn           | Trận | Bàn  | Trận | Bàn  |
| ------------------------ | ------------------- | ------------------- | ------------ | ------------ | ------ | ------ | ------------- | ------------- | ---- | ---- | ---- | ---- |
| Gateshead (mượn)         | 2014–15             | Conference Premier  | 3            | 0            | 0      | 0      | —             | —             | 0    | 0    | 3    | 0    |
| Hartlepool United (mượn) | 2016–17             | League Two          | 2            | 0            | 0      | 0      | 0             | 0             | 1    | 0    | 3    | 0    |
| Tổng cộng sự nghiệp      | Tổng cộng sự nghiệp | Tổng cộng sự nghiệp | 5            | 0            | 0      | 0      | 0             | 0             | 1    | 0    | 6    | 0    |

1. ↑  EFL Trophy